# Música de Nicaragua

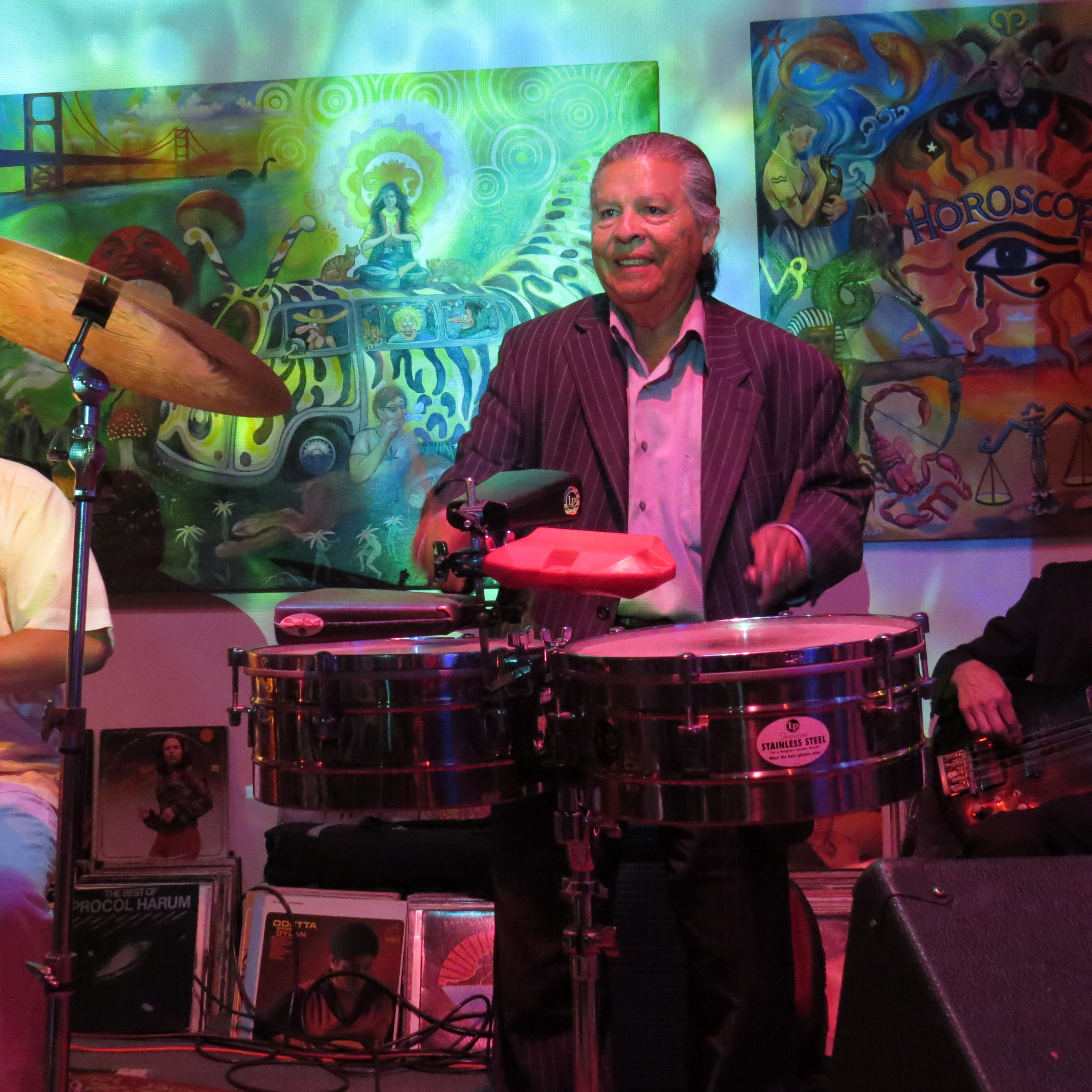
José "Chepito" Areas, el percusionista más reconocido de la banda Santana.

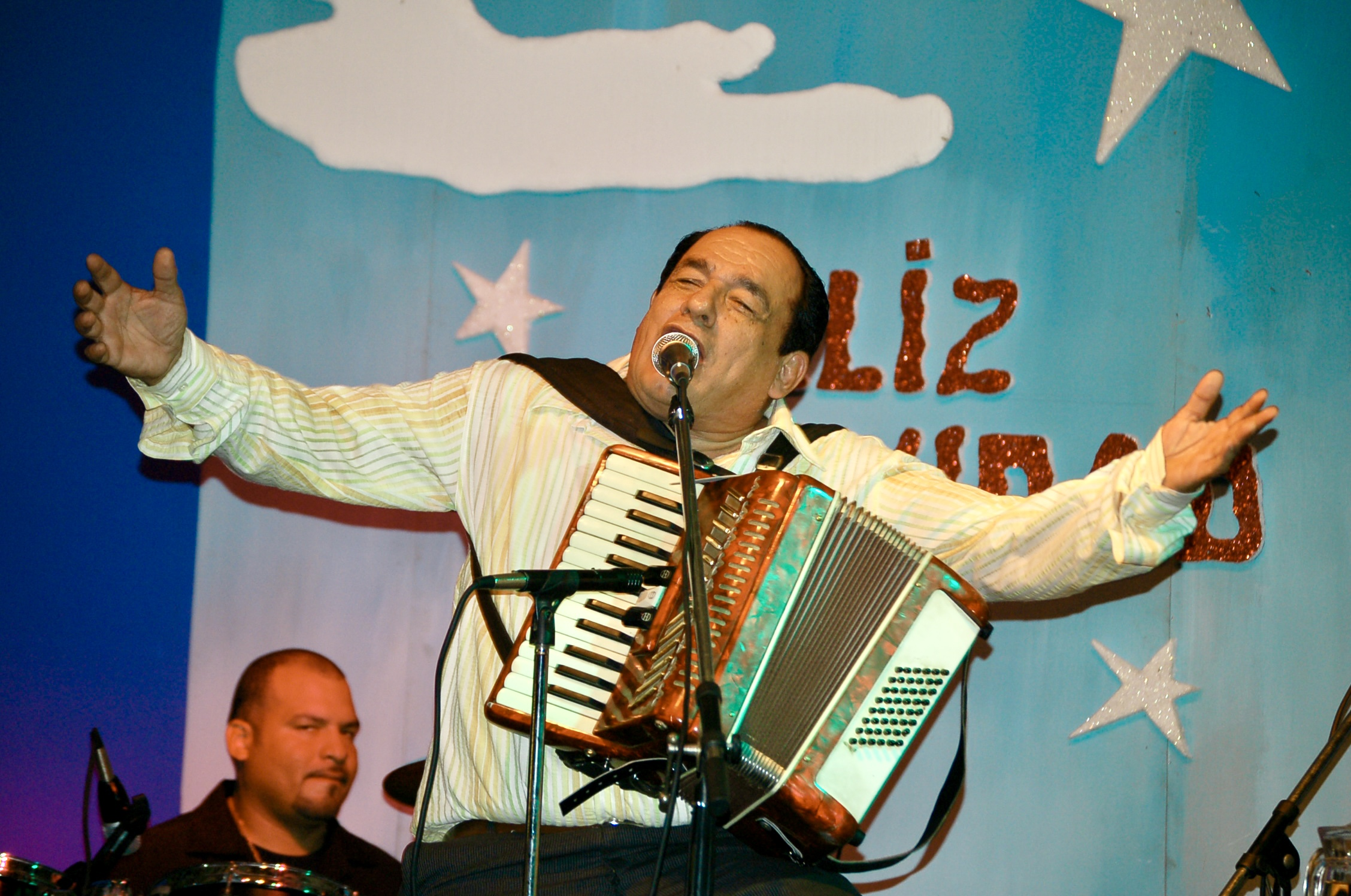
El compositor Carlos Mejía Godoy, uno de los principales representantes de la música folclórica nicaragüense.

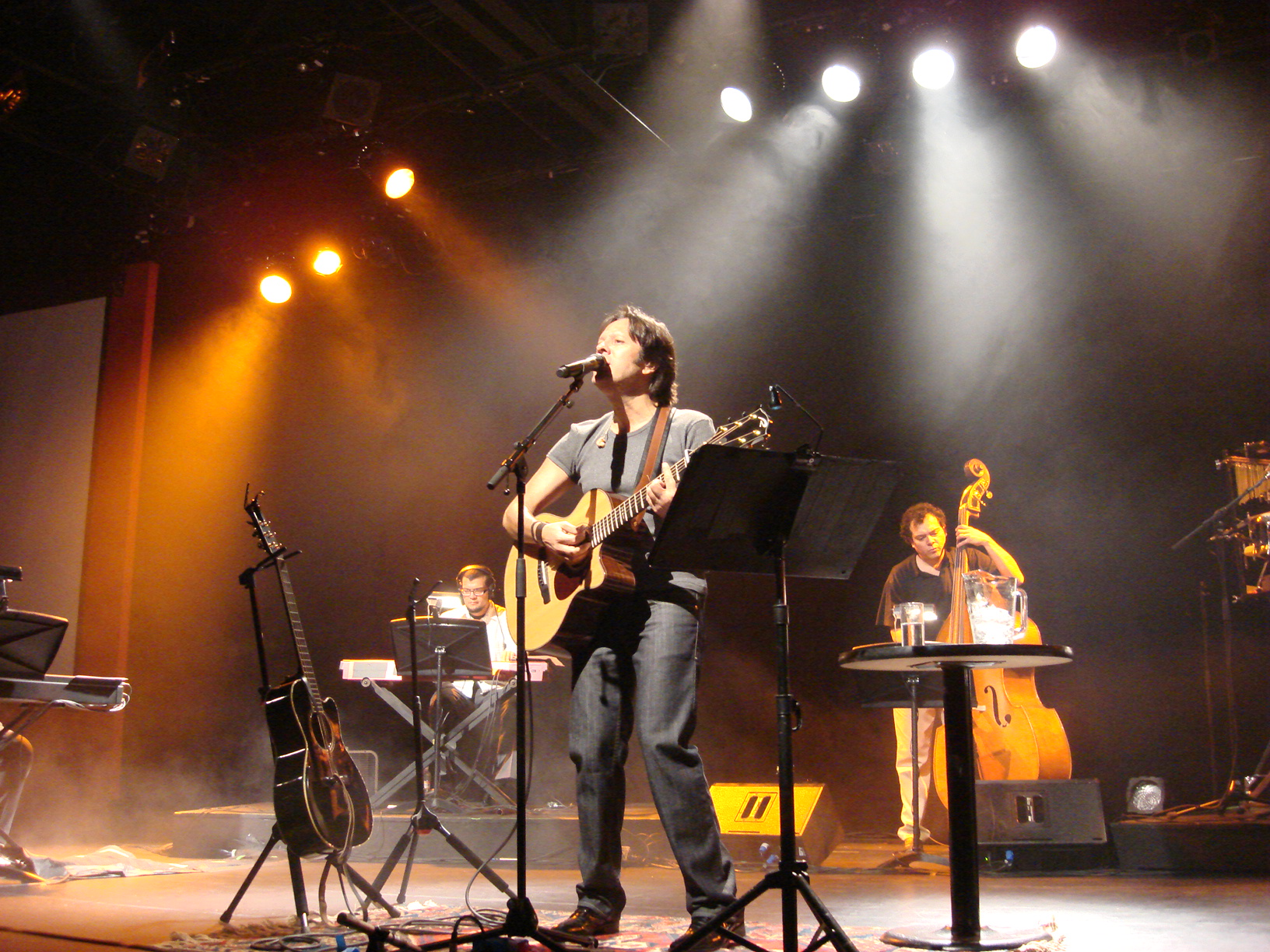
Hernaldo Zúñiga, cantautor de baladas románticas.

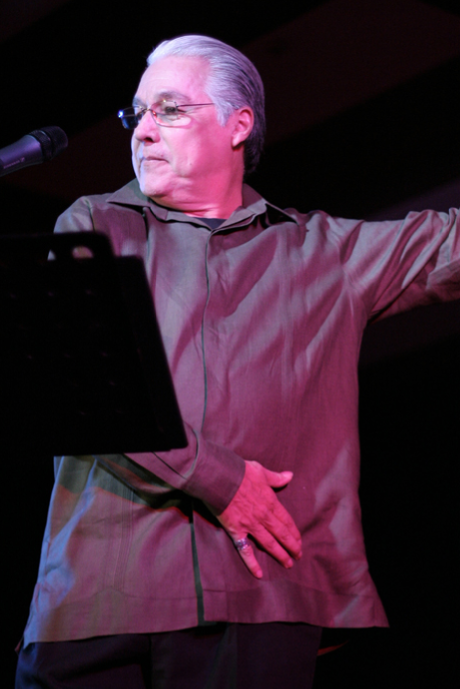
El cantautor Luis Enrique Mejía Godoy, uno de los máximos exponentes de la canción testimonial o nueva canción en Nicaragua.

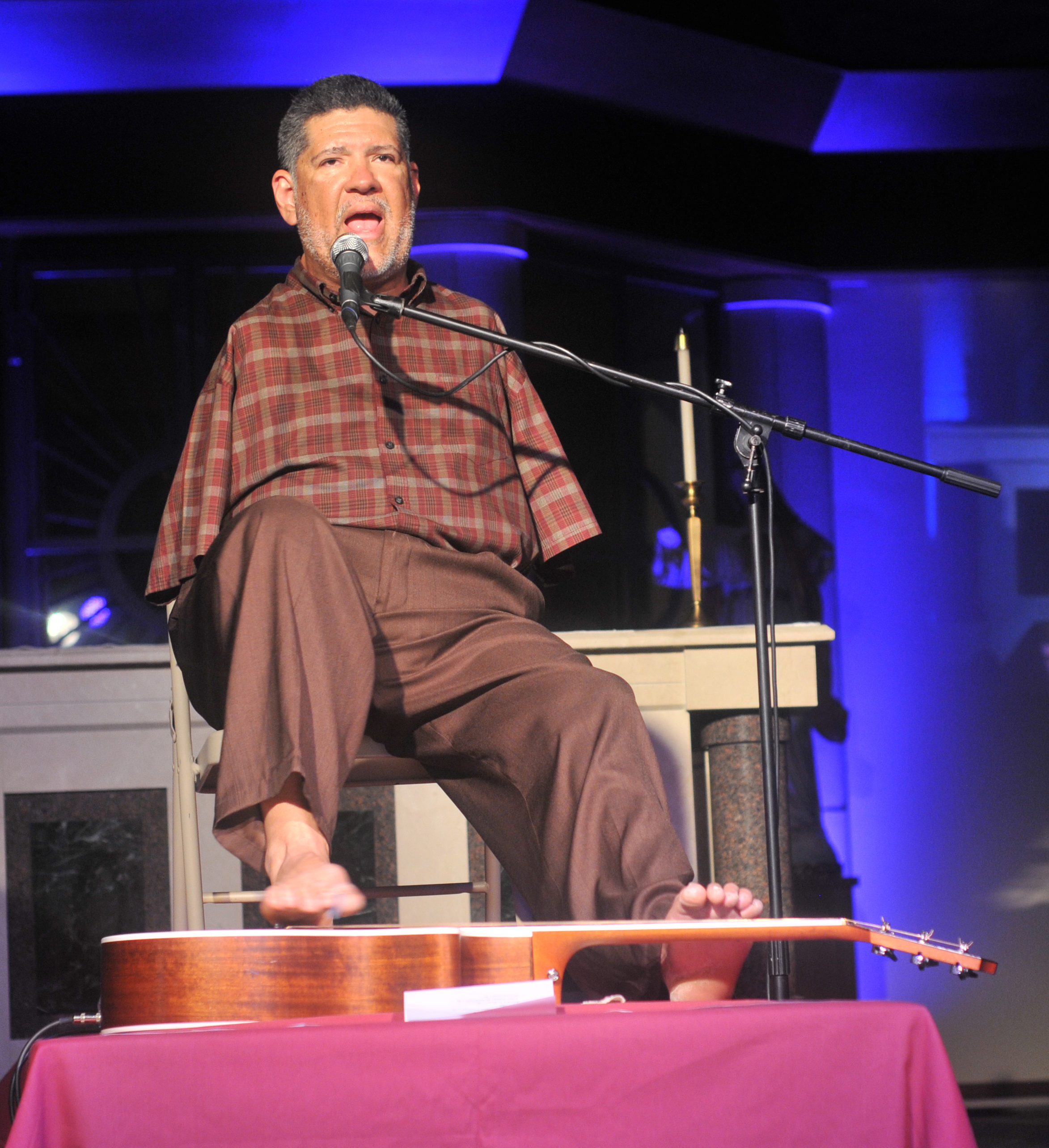
Tony Meléndez, cantante y guitarrista, orador motivacional católico

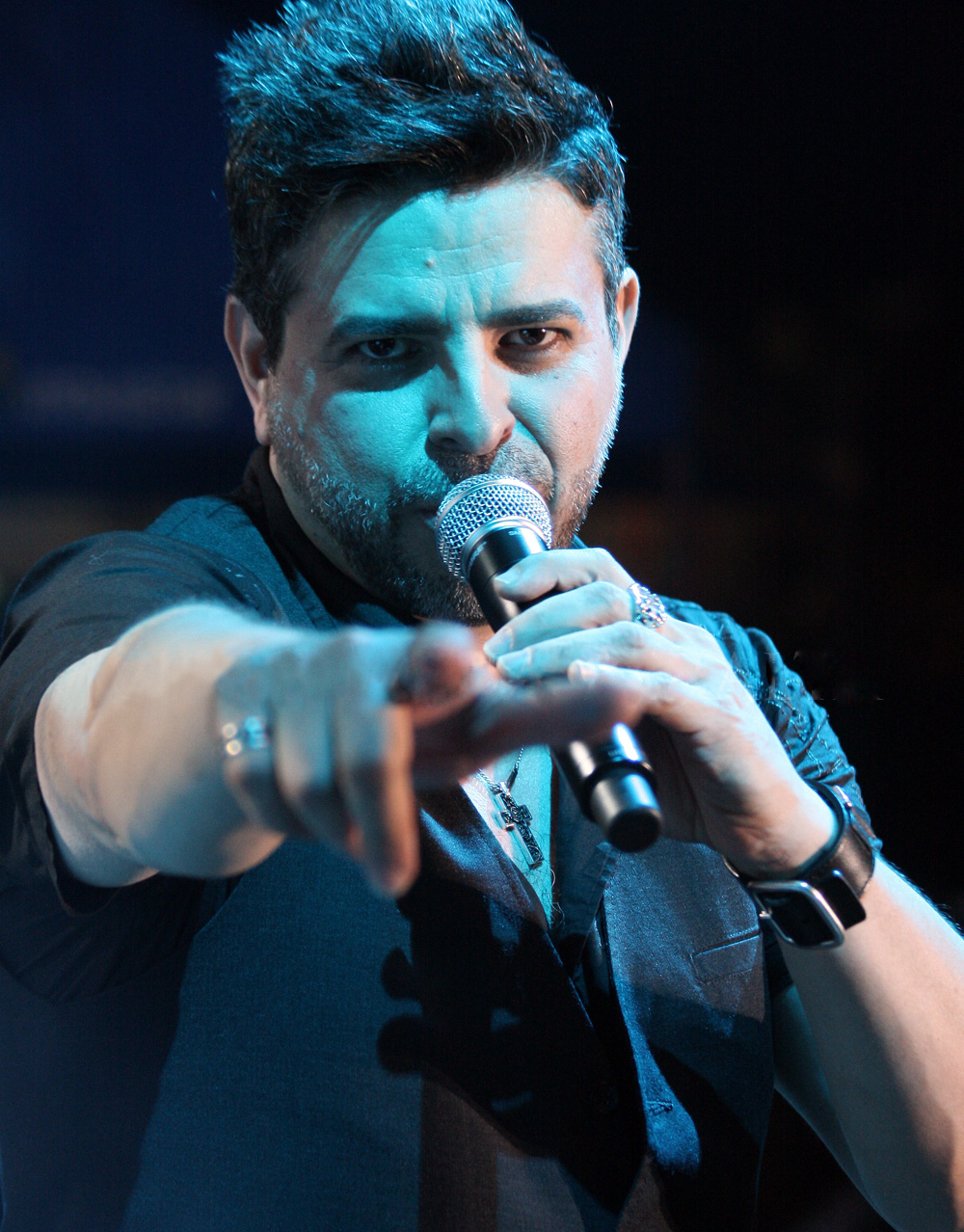
Luis Enrique, es un cantautor nicaragüense de salsa romántica.

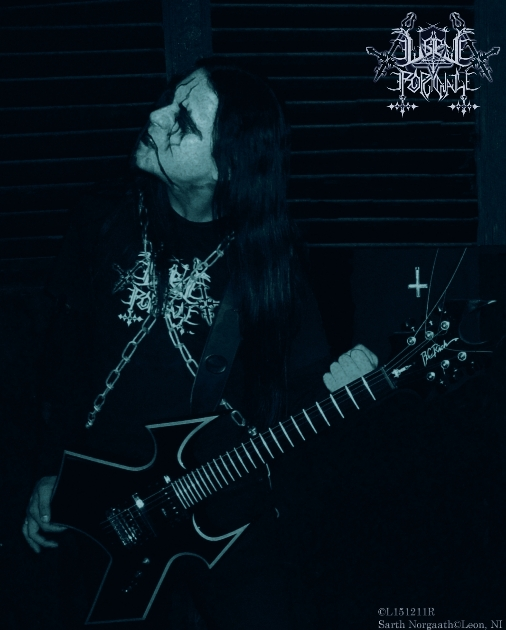
Sarth Norgaath Santeliz, guitarrista y vocalista, de origen nicaragüense, de la banda Lucifuge Rofocale (black metal).

Música de Nicaragua se refiere a la música creada en Nicaragua o por nicaragüenses en el extranjero, que forma parte de su identidad y expresión cultural, se caracteriza por ser una mezcla de influencias indígenas, africana y europeas, especialmente españolas.
La música vernácula y autóctona nicaragüense es la más fecunda de la región centroamericana, razón por la cual se afirma que «si México es la guitarra de América, Nicaragua es una de sus cuerdas».[cita requerida]
Los instrumentos musicales más emblemáticos son la marimba de arco y el violín de talalate.
Entre los géneros musicales tradicionales en Nicaragua están el Son nica, el Palo de Mayo nicaragüense, la Mazurca nicaragüense, la Polka norteña nicaragüense, el Jamaquello norteño nicaragüense, la música de Banda de música filarmónica conocida popularmente como música de "Chicheros" o "Son de Toros", la Canción de protesta y testimonial de finales de los años 1960 y durante las décadas de 1970 y 1980 con los hermanos Carlos Mejía Godoy y Luis Enrique Mejía Godoy, el grupo Pancasán, Pablo Martínez Téllez –auténticos cantores de la Revolución Sandinista– y el Dúo Guardabarranco (Salvador y Katia Cardenal). Aunque estos últimos también abarcaron a profundidad temas medioambientales y de defensa de los animales.
Entre los exponentes destacados en diversos géneros musicales y que han alcanzado popularidad internacional, se mencionan:
- Rafael Gastón Pérez
- José "Chepito" Áreas
- Hernaldo Zúñiga
- Cali Alemán
- Tony Meléndez
- Luis Enrique
- Mario Montenegro

## Estilos de música

### Música por regiones
La música nicaragüense es una mezcla de diferentes culturas de las tribus indígenas, conquistadores europeos y esclavos africanos. Los estilos de música varían en las tres diferentes regiones geográficas en que se divide el país. 
En la región del Pacífico la música es resultado del mestizaje, una mezcla de la cultura indígena y española; en la costa del Caribe es escuchada la música con influencia africana e indígena; mientras que, en la región Norte y Central montañosa la música tiene más un sabor europeo, debido a la significante inmigración de alemanes y franceses que viven en la región. Danzas influenciadas de europeos como la Polka, la Mazurca y el Zortziko también se bailan en esta región.
La Costa del Caribe de Nicaragua es conocida por su Palo de Mayo, una forma viva y sensual de música bailable que es especialmente fuerte y se celebra durante el festival "Mayo Ya". La comunidad Garífuna existe en Nicaragua y es conocida por su música popular llamada Punta. Además, el Reggae, la Soca y el Calipso son populares en toda esta región. 

### Música folclórica
La música folclórica nicaragüense, es decir de la que no se conoce su autor, comprende una gran variedad de música para marimba con canciones como: La vaca chota, El acuartillado, Dos bolillos, El mate amargo y La danza negra, entre otros.
Existen también otros ritmos vinculados con la conquista española, como las melodías del Toro Huaco y El Güegüense o Macho Ratón (obra maestra del Patrimonio Oral e Inmaterial de la Humanidad).

### Música folclórica popular
En la música folclórica popular, de la que sí se conoce su autor, destacan autores y recoliadores de la misma como Camilo Zapata "creador del Son nica", Erwin Krüger "el acuarelista músical", Víctor M. Leiva, Tino López Guerra "el Rey de los Corridos", Jorge Isaac Carvallo, Justo Santos, el trío Los Bisturices Armónicos", Los Soñadores de Saraguasca, Otto de la Rocha, Los de Palacagüina, Carlos Mejía Godoy y su hermano Luis Enrique Mejía Godoy, Norma Helena Gadea, entre otros.
La marimba, de origen africano, es un instrumento musical común a todos los países de Centroamérica y México. Es muy utilizada en Masaya, en los llamados "Pueblos Blancos" (Catarina, Diriá, Diriomo, Niquinohomo). La variante Nica de la marimba de arco, es el instrumento musical más popular del folclore de las regiones Pacífico y Central del país, casi siempre se toca acompañada de guitarras y maracas.
El violín de talalate es una instrumento musical derivado del violín clásico y a la vez es único de Nicaragua por sus componentes, sonido y manera de colocarlo por el ejecutante (apoyado en el brazo y no en el hombro), usado por ello para sonar la música vernácula, principalmente polcas, mazurcas y jamaquellos, lo que lo hace junto con la marimba de arco "verdaderos símbolos patrios como instrumentos musicales nacionales autóctonos".

### Música académica
En la música académica encontramos a compositores, tales como: 
- Luis Abraham Delgadillo de Managua, considerado el compositor académico más destacado del país. Composiciones musicales del maestro Delgadillo se dieron a conocer en el Carnegie Hall de Nueva York las cuales pusieron a Nicaragua en el panorama internacional de este género.[5]
- José de la Cruz Mena de León, reconocido como el músico clásico que más asimiló la influencia de los grandes maestros austríacos del vals dándole un toque personal en la composición de obras musicales abordando temas autóctonos.
- Alejandro Vega Matus de Masaya, pionero de la identidad musical nicaragüense.
- Mario Rocha de Boaco.
- Camerata Bach, conjunto nicaragüense que interpreta música de cámara y música clásica, es toda una institución referente de la música clásica y de cámara en Nicaragua y Centroamérica. Su nombre es un homenaje a la música bárroca y a su máximo representante Johann Sebastian Bach.

Estos exponentes de la música culta de Nicaragua, enriquecieron el repertorio de este estilo con Obras como: 
- "Sinfonía Incaica" -su obra cumbre- y "Teotihuacán" le valieron a Luis Abraham Delgadillo ser llamado el "apóstol de la música indoamericana".
- "Ruinas" (1904) y "Amores de Abraham" valses de José de la Cruz Mena.
- "Sones de Pascua" y "Cantos a La Purísima" de Alejandro Vega Matus, que aún son cantados en La gritería y en Navidad.
- Ópera "El Lobo y El Santo" basada en el poema Dariano Los motivos del lobo, primera ópera nicaragüense llevada a la escena en la historia del país, estrenada el 7 de junio de 2017 en el Teatro Nacional Rubén Darío y "Misa de la Misericordia de Dios" en ocasión de la canonización de Juan Pablo II, ambas compuestas por el maestro Rocha.

### Música bailable popular
También, la Salsa, la cumbia colombiana y mexicana tienen popularidad en todo el país. El reconocido cantante salsero Luis Enrique, es apodado "El Príncipe de la salsa", cuyo álbum "Ciclos" ganó el premio Grammy en 2009 para «Mejor álbum tropical latino».
Entre los grupos musicales destaca Dimensión Costeña reconocido por ejecutar la música del Palo de Mayo, un baile tradicional de la Costa Caribe, sus miembros originales son principalmente de Bluefields en la Costa Caribe Sur.
Los ritmos como la trova se convirtieron en esenciales para los escritores en el escenario de antes de la guerra de los años 1970 y 1980. Los escritores utilizan trova para expresar la injusticia social, la esperanza de un mejor mañana, patriotismo y conservación ecológica. Esto, a su vez, se convirtió en un ritmo utilizado en las creaciones artísticas de Nicaragua, y por lo tanto, también se convirtió en parte de la cultura. Bien conocida en esta categoría es Duo Guardabarranco, hecho por los hermanos Salvador y Katia Cardenal.